# Severská kombinace na Zimních olympijských hrách 1936
V severské kombinaci na Zimních olympijských hrách 1936 v Garmisch-Partenkirchenu se konala pouze individuální soutěž. Místem konání byl olympijský lyžařský stadion a velký olympijský skokanský můstek na Gudibergu. Závod v běhu na lyžích proběhl ve středu 12. února 1936, ve čtvrtek 13. února 1936 proběhl závod ve skoku na lyžích.
Stejně jako na přecházejících zimních olympijských hrách získali všechny tři medaile Norové.

## Přehled medailí
| Pořadí | Země         | Zlato | Stříbro | Bronz | Celkově |
| ------ | ------------ | ----- | ------- | ----- | ------- |
| 1.     | Norsko (NOR) | 1     | 1       | 1     | 3       |
|        | Celkem       | 1     | 1       | 1     | 3       |

## Medailisté

### Muži
| Disciplína              | Zlato                         | Výkon | Stříbro                         | Výkon | Bronz                         | Výkon |
| ----------------------- | ----------------------------- | ----- | ------------------------------- | ----- | ----------------------------- | ----- |
| Jednotlivci (K95/18 km) | Oddbjørn Hagen · Norsko (NOR) | 430.3 | Olaf Hoffsbakken · Norsko (NOR) | 419.8 | Sverre Brodahl · Norsko (NOR) | 408.1 |